# Аргаман (вино)
Аргаман (івр. ארגמן — пурпуровий) — винний червоний гібридний сорт винограду, що вирощується в Ізраїлі. Отриманий схрещуванням португальського сорту Суза та іспанського сорту Каріньян. Сорт вивели професор ізраїльського Інституту виноробства Шломо Коен (івр. שלמה כהן) і Рой Шпігель (івр. רועי שפיגל). З аргамана отримують сортове вино насиченого червоного кольору з виразним ягідним ароматом і приємним балансом кислоти і танінів. Аргаман культивують у районах Телль-ес-Сафі (Геф), Гедера і Зіхрон-Яаков. На його частку припадає близько 3,2 % всього зібраного винограду в Ізраїлі. Останнім часом переважає тенденція використання цього сорту тільки в купажах для досягнення більш насиченого кольору вина.
За даними The Oxford Companion to Wine, аргаман використовується переважно для недорогих і невишуканих вин.
Однак вина Segal Wines, вироблені з винограду аргаман, вирощеного на винограднику у Верхній Галілеї, завоювали престижні нагороди, серед них золоту медаль на винному конкурсі в Бордо. Крім того, винзавод Jezreel Valley виграв срібну медаль на Terravino 2012 з червоною сумішшю, до складу якої входить аргаман.

## Опис
Аргаман — технічний сорт винограду, раннього терміну дозрівання. Схрещений у 1972 році, запатентований в 1992 році. Кущі сильнорослі. Квітка двостатева. Грона середнього розміру, помірно-щільні, циліндричні, вагою 280—300 г. Ягоди середні, округлі, вагою 1,48 г, від синього до чорного забарвлення, покриті білим восковим нальотом.